# Paul Blanco
폴 블랑코 (본명: 폴 황, 예명: 폴 블랑코, 황덕수 1997년 9월 14일 ~ , Paul Blanco)는 대한민국의 가수 겸 프로듀서이다.

## 음반 목록

### EP
- Lake of Fire (2019)

### 싱글
- Last (2018)

- Winter (2020)
- Summer (2022)

### 피처링
- 창모 - Can't you see I'm a rockstar?
- ASH ISLAND - Paranoid Remix
- 창모 - 2 minutes of hell
- 창모 - meet me in Toronto

## 수상 목록
- 2023년 아시아 아티스트 어워즈 포텐셜상